# Pseudomyrmex hospitalis
Pseudomyrmex hospitalis is een mierensoort uit de onderfamilie van de Pseudomyrmecinae. De wetenschappelijke naam van de soort is voor het eerst geldig gepubliceerd in 1999 door Ward.